# Allenhurst (Georgia)
Allenhurst è una città degli Stati Uniti d'America, situata in Georgia, nella Contea di Liberty.